# Kulparków
Kulparków (ukr. Кульпарків, Kulparkiw) – dzielnica Lwowa w rejonie frankowskim, położona na południowy zachód od Śródmieścia; pełni funkcje mieszkaniowe. W północnej granicy dzielnicy działa Zakład dla Umysłowo Chorych. Granice dzielnicy wyznaczają ulice Księżnej Olgi, Włodzimierza Wielkiego i Kulparkowska.

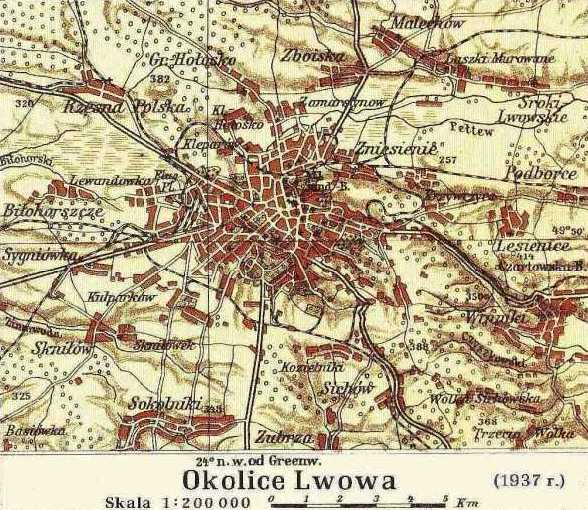
Okolice Lwowa, mapa topograficzna, 1937

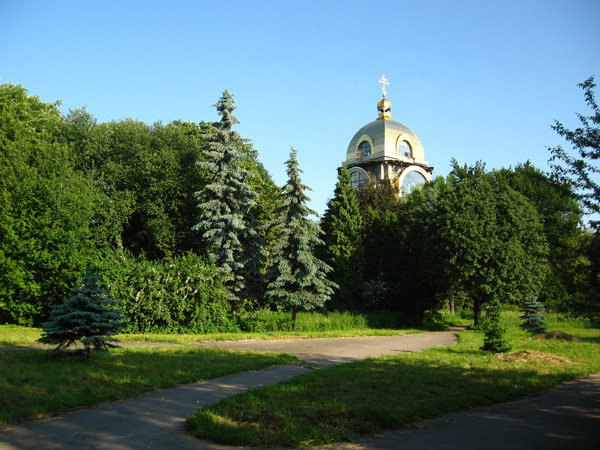
Park Bodnarówka z cerkwią Św. Męczenników Borysa i Gleba

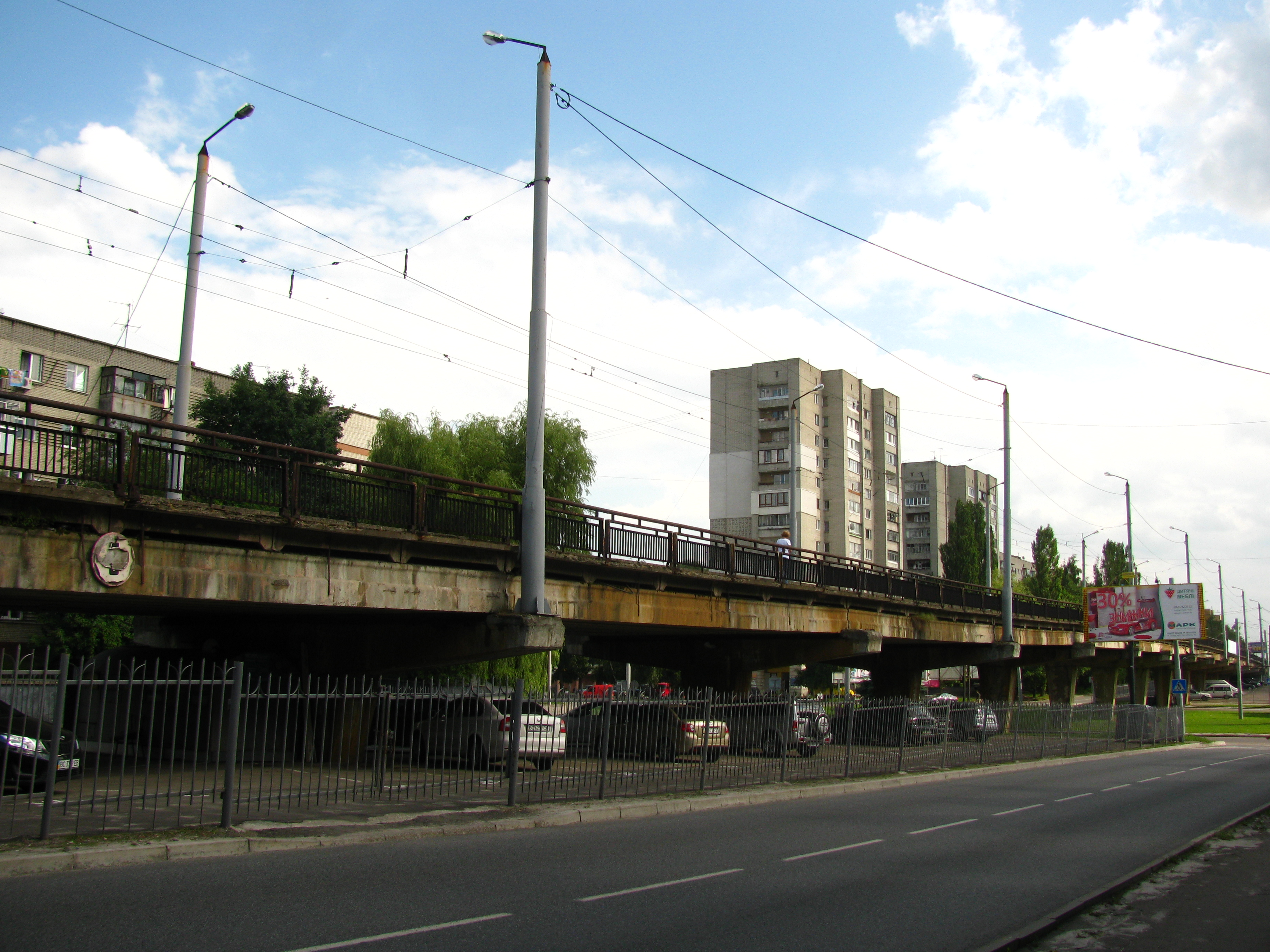
Wiadukt tramwajowy nad skrzyżowaniem ulic Księżnej Olgi i Włodzimierza Wielkiego

## Historia

### 1426-1944
Kulparków był położony poza obszarami, które polski król Kazimierz III Wielki w 1356 roku podarował miastu Lwów. Podatki z tego terenu przeznaczano na utrzymanie fortyfikacji miejskich. Pierwsze wzmianki na temat Kulparkowa pochodzą z 1426 roku, zapisano wówczas, że wieś powstała na karczowisku i należała podobnie jak wycięty las do Pawła Goldberga. Patrycjat posiadał wówczas prawo do zakładania wsi, ogrodów i czerpania z nich zysku. Pierwsza nazwa pochodziła od nazwiska wspomnianego założyciela i brzmiała Goldberghof. Kolejny zapis z 1571 roku wymienia Kulparków w związku z pożyczką na sumę 1100 złotych, której udzielił radzie miasta Konstanty Korniakt. Kwota ta została przeznaczona na wykupienie folwarku (majątku) Goldberghof od znanego wówczas mieszczanina Stanisława Szolca. Kolejnym właścicielem wsi był Stanisław Doliwa Starzyński, polski poeta i dramatopisarz.
W 1875 roku Sejm Krajowy Galicji ustanowił, że w Kulparkowie powstanie Zakładu dla Chorych Umysłowych, w której mieli być leczeni pacjenci z całej wschodniej Galicji. Klinika prowadziła własną uprawę roślin oraz hodowlę zwierząt, przy których w ramach terapii pracowali chorzy. Pod tym względem była samowystarczalna. W tym okresie miejscowy folwark należał do Stanisława Doliwy-Starzyńskiego. W 1899 roku powstał w Kulparkowie urząd pocztowy.
27 czerwca 1910 część obszaru dworskiego Kulparków włączono do Lwowa.
W 1918 roku o Kulparków toczyły się walki polsko-ukraińskie. W II Rzeczypospolitej, do momentu przyłączenia do Lwowa, gmina wiejska Kulparków należała do powiatu lwowskiego w województwie lwowskim. W 1921 roku gmina liczyła 2961 mieszkańców (1554 kobiety i 1407 mężczyzn) i znajdowało się w niej 176 budynków mieszkalnych. 2216 osób deklarowało narodowość polską, 555 – rusińską, 142 – żydowską, 23 – niemiecką, 20 – inną, 5 – niewiadomą. 1872 osoby deklarowały przynależność do wyznania rzymskokatolickiego, 690 – do greckokatolickiego, 343 – do mojżeszowego, 27 – do ewangelickiego, 21 – do innego chrześcijańskiego, 7 – do niewiadomego, 1 – do innego. Dodatkowo obszar dworski Kulparkowa liczył 18 mieszkańców (8 kobiet i 10 mężczyzn) i znajdowały się w nim 2 budynki mieszkalne. 8 osób deklarowało narodowość niemiecką, 7 – polską, 3 – rusińską. 8 osób deklarowało przynależność do wyznania do ewangelickiego, 7 – do rzymskokatolickiego, 3 – do greckokatolickiego. W latach 1926–1927 wybudowano według projektu Ludomiła Gyurkovicha niewielki kościół Najświętszej Marii Panny w stylu neobarokowym, w tym czasie powstał również przystanek kolejowy. Rozporządzeniem z 11 kwietnia 1930 gmina wiejska Kulparków została włączona do miasta, a zmiany wprowadzono w życie z dniem 1 kwietnia 1931. Bezimienne dotychczas drogi otrzymały wówczas nazwy związane z morzem – Bałtycka, Żeglarska, Statkowa, Morska. Planowano budowę kolonii domków jednorodzinnych dla policjantów i urzędników rządowych. W 1938 obszar dzielnicy wynosił 603 ha.
Podczas obrony Lwowa we wrześniu 1939 roku Niemcom udało się wedrzeć do miasta od strony Kulparkowa, ale atak ten został odparty. Podczas II wojny światowej hitlerowcy zdewastowali cmentarz żydowski, po wojnie w tym miejscu powstała fabryka elementów żelbetonowych.

### Okres władzy radzieckiej
W 1953 roku do Kulparkowa doprowadzono trakcję trolejbusową, od tego czasu kursuje tu linia numer 2 (obecnie również linie 3 i 10). W drugiej połowie lat 50. zaczęto budować bloki, od 1960 roku powstawała zabudowa ulicy Włodzimierza Wielkiego. Wybudowano bloki od pięciu do dziewięciu kondygnacji, najwyższym jest dwunastopiętrowy biurowiec wydawnictwa „Wilna Ukrajina”. Powstał w 1975 roku u zbiegu ulic Stryjskiej i Włodzimierza Wielkiego według projektu B. Haby i W. Doroszenki. Wcześniej na wschód od Kulparkowa była niewielka osada Lipniki, jej główną drogą jest obecna ulica Wołodymyra Janewa. W tej okolicy wybudowano nowy stadion klubu Dynamo (w miejscu jego poprzedniej lokalizacji powstał zespół budynków, w których obecnie mieści się urząd podatkowy). W 1964 roku wzdłuż ulicy Naukowej powstały liczne budynki organizacji oświatowych i naukowych m.in. Instytut Fizyko-Mechaniczny im. Heorhija Karpenki, Instytut Geologii i Geochemii Minerałów Kopalnych, Instytut Problemów Stosowanych Mechaniki i Matematyki im. Jarosława Pidstryhacza, Stowarzyszenie Naukowo-Produkcyjne „Termopryład”, Instytut Radiotechniczny. W 1972 roku ukończono urządzanie parku im. 50-lecia ZSRR (obecnie Bodnarówka), który znajduje się we wschodniej części dzielnicy i przylega do ulicy Stryjskiej. W jego centrum w kadłubie samolotu An-10 działał teatr dziecięcy „Litak”, obecnie w tym miejscu stoi cerkiew Świętych Męczenników Borysa i Gleba. W 1973 roku zburzono kościół Najświętszej Marii Panny przy ulicy Zakładowej (wybudowany w latach 1926–1927), wcześniej, w 1960 zdewastowano położony u zbiegu ulic Włodzimierza Wielkiego i Wasyla Symonenki Cmentarz Kulparkowski, nagrobki zburzono, a teren zniwelowano. W 1975 roku rozpoczęto budowę centrum handlowego „Lwiw” (ukończono w 1988 roku), a rok później pałacu sportów wodnych (ukończono w 1985 roku). Nigdy nie ukończono budowy domu kultury z kinem, w 2004 roku zburzono nieskończony budynek i wybudowano w jego miejscu centrum handlowe „Fokstrot”.
W 1977 roku ukończono budowę ulicy Radzieckiej Konstytucji (obecnie Wasyla Symonenki), powstał przy niej II szpital polikliniczny. Po zmianie ustroju po drugiej stronie ulicy powstała największa lwowska cerkiew św. Włodzimierza i Olgi.

### Współczesność
Współczesny Kulparków to rozległa dzielnica bloków mieszkaniowych z wielkiej płyty, w północnej części znajduje się klinika psychiatryczna, we wschodniej tereny zielone otaczające stadion Dynama Lwów. Wybudowano hotele – „Suputnyk”, „Helikon” i „Het´man”. W miejscu Cmentarza Kulparkowskiego znajduje się stacja paliw, a centralnym punktem dzielnicy jest rondo u zbiegu ulic Włodzimierza Wielkiego i Księżnej Olgi. Od 1987 roku do Kulparkowa kursują tramwaje (3, 5, 8), zarzucono plan budowy szybkiego tramwaju.